# Епархия Германицианы
Епархия Германицианы (лат. Dioecesis Germanicianensis) — титулярная епархия Римско-Католической церкви.

## История
Античный город Германициана, находившийся в римской провинции Бизацена, в первые века христианства был центром одноимённой епархии. Известен только единственный епископ этой епархии по имени Гиамб.

## Епископы
- епископ Гиамб (упоминается в 255 году).

## Титулярные епископы
- епископ Alois Hartl (13.06.1921 — 22.07.1923);
- Juan Sastre y Riutort, C.M.[1] (29.04.1924 — 23.03.1949);
- Joseph Guffens S.J. (14.07.1949 — 21.06.1973);
- епископ Marco René Revelo Contreras (14.07.1973 — 25.02.1981), назначен епископом Санта-Аны;
- епископ Filomeno Gonzales Bactol (29.07.1981 — 29.11.1988), назначен епископом Наваля;
- епископ Rafael Sanus Abad (3.02.1989 — 13.05.2010);
- епископ Венедикт Алексейчук M.S.U. (3,08.2010 — по настоящее время).

## Источник
- Annuario Pontificio, Libreria Editrice Vaticana, Città del Vaticano, 2003, ISBN 88-209-7422-3
- Pius Bonifacius Gams, Series episcoporum Ecclesiae Catholicae, Leipzig 1931, стр. 466  (лат.)
- Stefano Antonio Morcelli, Africa christiana, Volume I, Brescia 1816, стр. 168  (лат.)